# Agabus binotatus
Agabus binotatus är en skalbaggsart som beskrevs av Aubé 1837. Agabus binotatus ingår i släktet Agabus och familjen dykare. Inga underarter finns listade i Catalogue of Life.